# Stanisław Michalkiewicz
Stanisław Andrzej Michalkiewicz (ur. 8 listopada 1947 w Lublinie) – polski prawnik, nauczyciel akademicki, eseista, publicysta, polityk i pisarz. Współzałożyciel i w latach 1997–1999 prezes Unii Polityki Realnej.
Wykładowca w Wyższej Szkole Stosunków Międzynarodowych i Amerykanistyki w Warszawie oraz Akademii Kultury Społecznej i Medialnej w Toruniu.

## Życiorys

### Wykształcenie
Syn Julii i Stefana. Jego rodzice byli nauczycielami. Szkołę podstawową i liceum ogólnokształcące skończył w Bełżycach. W 1969 został absolwentem Wydziału Prawa i Administracji Uniwersytetu Marii Curie-Skłodowskiej w Lublinie. W 1972 ukończył podyplomowe studium dziennikarstwa na Uniwersytecie Warszawskim.

### PRL

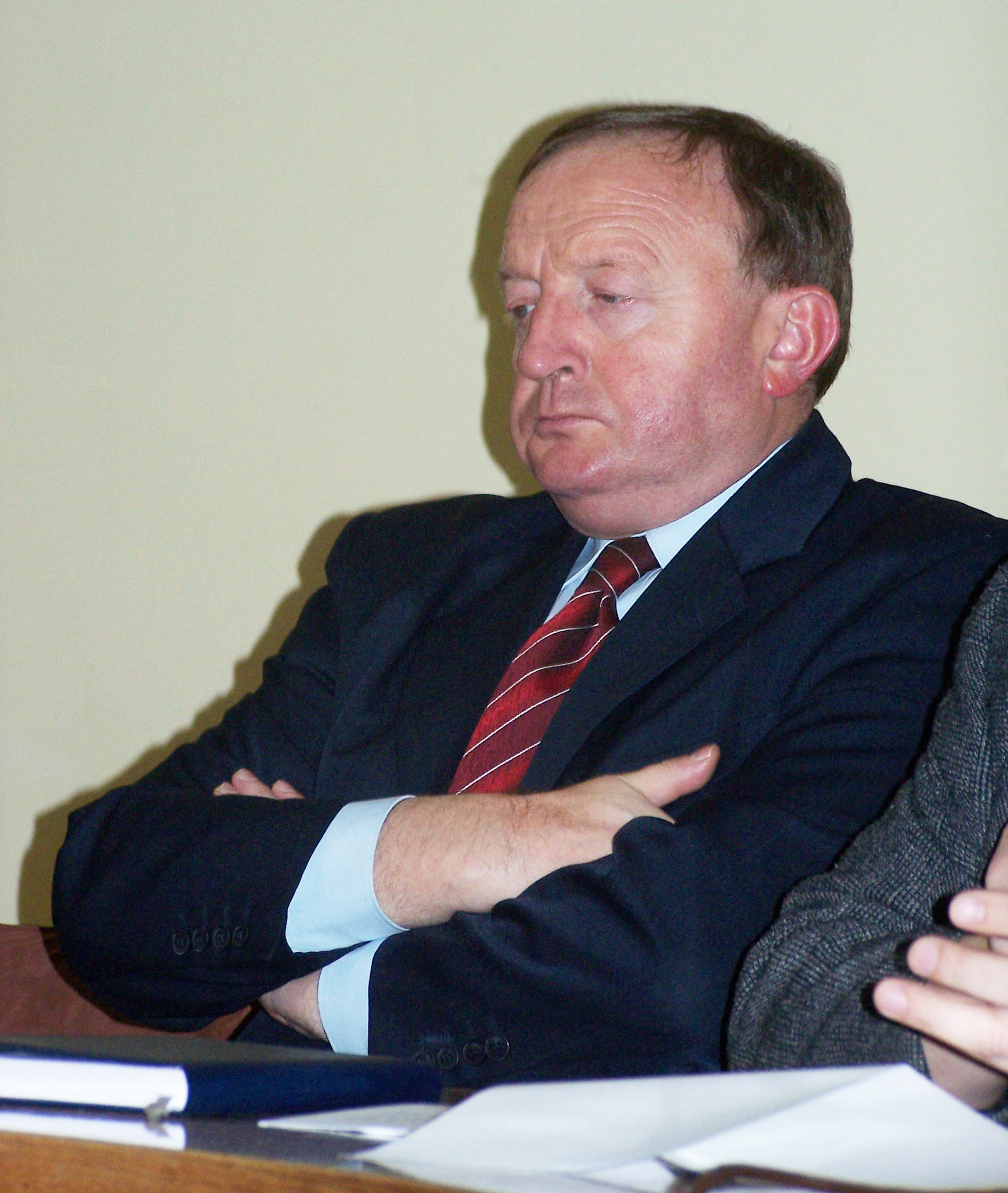
Stanisław Michalkiewicz (2007)

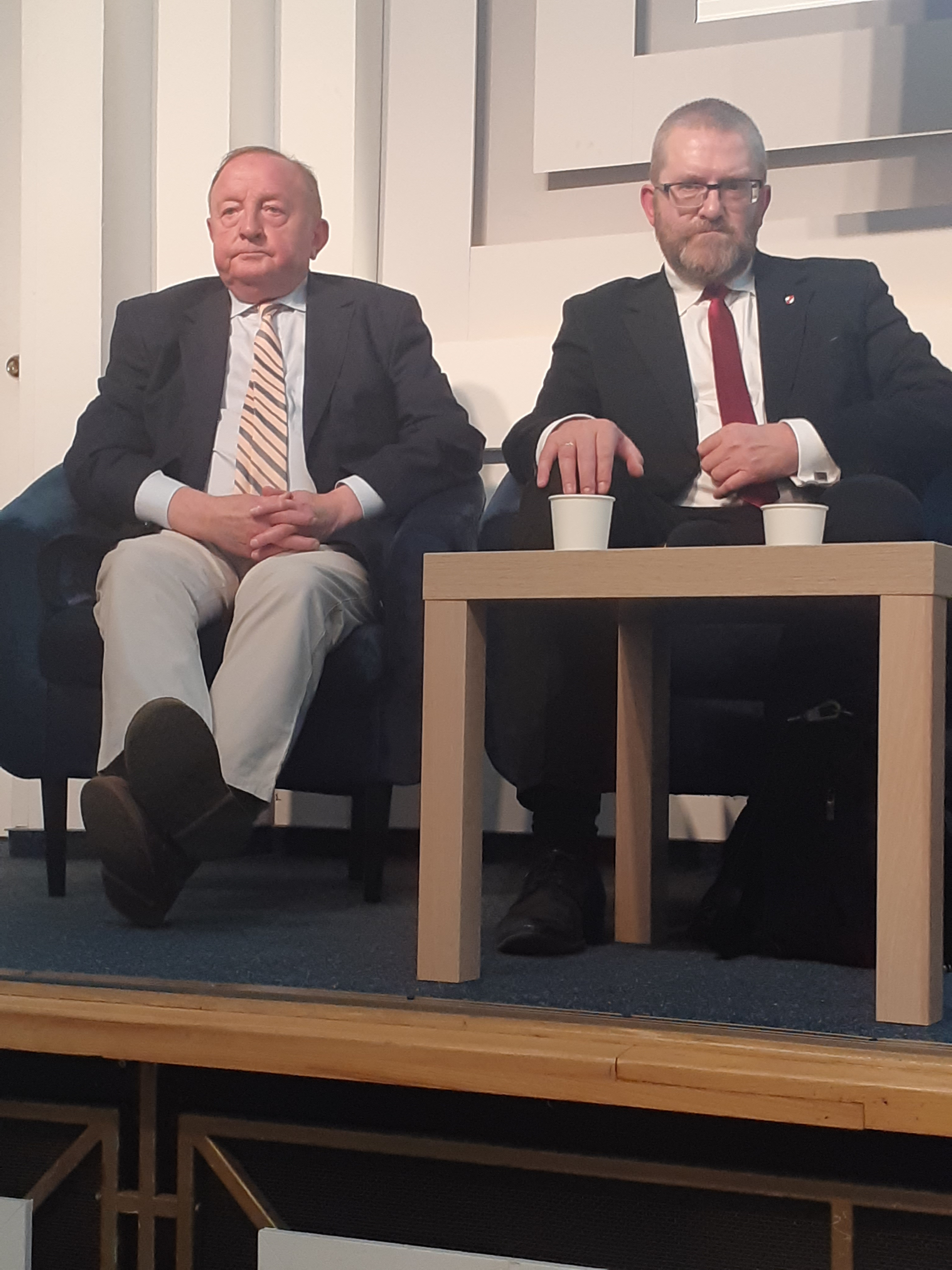
Stanisław Michalkiewicz i Grzegorz Braun w trakcie premiery książki "Kulisy indoktrynacji" Marcina Roli (2023).

Od 1969 do 1970 był pracownikiem Miejskiego Zarządu Gospodarki Terenami w Gdańsku. W 1972 rozpoczął pracę w związanym ze Zjednoczonym Stronnictwem Ludowym piśmie „Zielony Sztandar” w dziale łączności z czytelnikami, gdzie udzielał porad prawnych. Z pismem był związany do 1982. W latach 1977–1980 współpracował z Ruchem Obrony Praw Człowieka i Obywatela. Od 1977 był redaktorem i drukarzem niezależnego pisma „Gospodarz”. Publikował w tym czasie również w drugoobiegowym piśmie „Opinia” pod pseudonimem Andrzej Stanisławski. W tym okresie podjął także dodatkową pracę tłumacza w warszawskim oddziale Agencji Prasowej „Novosti” i zarobione tam pieniądze przeznaczał na finansowanie druku „Gospodarza”. W latach 1978–1979 uczestniczył w manifestacji patriotycznych organizowanych przez Wojciecha Ziembińskiego.
Od jesieni 1980 należał do NSZZ „Solidarność”, był współzałożycielem i przewodniczącym komisji zakładowej w Wydawnictwie Prasa ZSL. W 1981 został członkiem Komisji Koordynacyjnej Wydawnictw i Agencji Prasowych. 27 września tego samego roku był jednym z sygnatariuszy deklaracji założycielskiej Klubów Służby Niepodległości. Nawiązał współpracę z niezależnym wydawnictwem „Krąg”, kierowanym przez Wojciecha Fałkowskiego i Andrzeja Rosnera. Pod koniec marca 1982, pod szyldem wydawnictwa „Krąg”, opublikował książkę Wojciecha Roszkowskiego „Najnowsza historia Polski” w nakładzie ponad 1000 egzemplarzy.
12 maja 1982 został internowany i osadzony na Białołęce, gdzie zaprzyjaźnił się z Januszem Korwin-Mikkem. 23 lipca tego samego roku został zwolniony, po czym podjął pracę robotnika rolnego w okolicach Grójca, następnie był robotnikiem w firmie „Thomex”. W tym też okresie, wykorzystując kontakty z drukarzami, organizował powielanie ulotek dla potrzeb podziemnej „Solidarności”. Jesienią 1983, wraz z Marianem Miszalskim, rozpoczął wydawanie podziemnego pisma „Kurs”, co zainaugurowało powstanie wydawnictwa o tej samej nazwie. Było to przedsięwzięcie samofinansujące się. Mając znajomości w środowisku drukarzy, wydawał też „Dokumenty SDP”, dla potrzeb zdelegalizowanego Stowarzyszenia Dziennikarzy Polskich. Wydał również pierwszy numer pisma „Wezwanie” pod redakcją Tomasza Jastruna.
W 1987 został jednym z sygnatariuszy aktu założycielskiego stowarzyszenia Ruch Polityki Realnej (którego prezesem został Janusz Korwin-Mikke), przekształconego później w partię Unia Polityki Realnej.
Od 1978, w związku ze swoją działalnością opozycyjną, był rozpracowywany przez Służbę Bezpieczeństwa.

### III RP
W latach 1991–1993 zasiadał w Trybunale Stanu. Był autorem projektu polskiej konstytucji, w którym zawarty był m.in. zakaz uchwalania budżetu z deficytem. Był też autorem projektu nowelizacji kodeksu karnego, przewidującej przywrócenie kary śmierci.
W latach 1997–1999 pełnił funkcję prezesa, a 2004–2005 wiceprezesa Unii Polityki Realnej. W tym czasie zadeklarował się jako konserwatywny liberał. Z ramienia UPR kandydował bez powodzenia w 1991, 1993 i w 1997 do Sejmu, w 2001 do Senatu, w 2002 do sejmiku mazowieckiego i w 2004 do Parlamentu Europejskiego. W 2005 ponownie bezowocnie ubiegał się o mandat senatora, kandydując jako bezpartyjny reprezentant Ligi Polskich Rodzin. Po wyborach powrócił do UPR. W październiku 2009 wystąpił z tej partii (po kongresie, na którym z członkostwa zrezygnował Janusz Korwin-Mikke). Podjął współpracę z Wolnością i Praworządnością, a następnie z Kongresem Nowej Prawicy. W 2011 został członkiem honorowym Stowarzyszenia KoLiber. W kwietniu 2019 skierował list do uczestników kongresu komitetu wyborczego (od lipca 2019 funkcjonującego jako federacyjna partia polityczna) Konfederacja KORWiN Braun Liroy Narodowcy wyrażającego poparcie dla tego ugrupowania politycznego przed odbywającymi się w tym samym roku wyborami do Parlamentu Europejskiego. W styczniu 2023 przed wyborami parlamentarnymi w tym samym roku na łamach serwisu internetowego YouTube ponowił poparcie dla federacyjnej partii politycznej Konfederacja Wolność i Niepodległość. 13 grudnia 2023 Stanisław Michalkiewicz razem z Januszem Korwinem-Mikke i Robertem Iwaszkiewiczem na konferencji prasowej zapowiedział on utworzenie nowej partii politycznej, której liderem będzie Janusz Korwin-Mikke - przy okazji sam Korwin-Mikke ogłosił start Michalkiewicza w wyborach do Parlamentu Europejskiego. 5 stycznia 2024 w serwisie X Janusz Korwin-Mikke ogłosił nazwę nowej partii politycznej, której współtwórcą będzie m.in. Stanisław Michalkiewicz. Według polityka nazwa nowej partii to "KORWiN" i ma taki sam program wyborczy, jak poprzedni KORWiN (Nowa Nadzieja). W kwietniu 2024 ogłosił rezygnację ze startu w wyborach do Parlamentu Europejskiego w 2024.

## Działalność publicystyczna
Publikuje na łamach „Najwyższego CZASU!”, „Mojej Rodziny”, „Magna Polonia” i innych pism. Od września 2006 do grudnia 2013 jego felietony emitował Program I Polskiego Radia. Był felietonistą Radia Maryja i w latach 2003–2019 Telewizji Trwam, w ramach cyklicznej audycji „Myśląc Ojczyzna” oraz w latach 2011–2019 na łamach tygodnika „Gazeta Polska”. Był publicystą „Naszego Dziennika”, „Dziennika Polskiego”, „Opcji na prawo”, „Powściągliwości i Pracy”, „Naszej Polski” i „Niezależnej Gazety Polskiej”.
Interia zamieszczała jego artykuły w serwisie biznesowym. Blog Michalkiewicza wygrał wyróżnienie Blog Bloggerów w konkursie Blog Roku 2008, organizowanym przez onet.pl. Regularnie pisze także w serwisie Nowy Ekran.
29 marca 2006 na antenie Radia Maryja wygłosił felieton, który Rada Etyki Mediów i Marek Edelman uznali za antysemicki. Kieleckie Stowarzyszenie im. Jana Karskiego dopatrzyło się w nim treści propagujących kłamstwo oświęcimskie. Prokuratura Rejonowa w Toruniu nie podzieliła tych zarzutów i umorzyła postępowanie.
Został członkiem i sekretarzem Kapituły Nagrody Literackiej im. Józefa Mackiewicza. W 2016 podczas I Ogólnopolskiego Forum Organizacji i Ruchów Wolnościowych otrzymał Nagrodę im. Frédérica Bastiata.
W 2011 roku Michalkiewicz, znany z wspierania Radia Maryja, na łamach internetowego serwisu „Nowy Ekran” potępił posła Jana Filipa Libickiego za jego „ultrakatolicyzm”, dodając, że „żadne wyznanie tak nie pierdzi, jak katolickie”.
Felietony i wypowiedzi publiczne Michalkiewicza wielokrotnie były uznawane za antysemickie i potępiane przez część opinii publicznej.

## Publikacje
- Ulubiony ustrój Pana Boga, z przedmową Janusza Szpotańskiego, 1996. ISBN 83-900118-4-0.
- Na gorącym uczynku, Wyd. pierwsze (2 części) 1996. ISBN 83-904286-2-8 (Cz. 1) ISBN 83-904286-6-0 (Cz. 2). Wyd. drugie (3 części) 2008, ISBN 978-83-60748-05-3 (Cz. 1), ISBN 978-83-60748-03-9 (Cz. 2), ISBN 978-83-60748-04-6 (Cz. 3)
- Choroba czerwonych oczu, 1998, ISBN 83-901661-6-X.
- W przededniu końca świata, 1999. ISBN 83-87689-07-6.
- Szczypta herezji, 1999. ISBN 83-911760-0-2.
- Polska ormowcem Europy, 2000. ISBN 83-87689-28-9
- Targowica urządza się przy Napoleonie, 2003. ISBN 83-915648-8-6, ISBN 83-915648-5-1.
- Studia nad żydofilią, 2003. ISBN 83-87689-51-3.
- Na niemieckim pograniczu, 2003. ISBN 83-87689-49-1.
- Spod listka figowego, 2004. ISBN 83-915648-7-8.
- Dobry „zły” liberalizm, 2005. ISBN 83-87689-84-X.
- Protector traditorum, 2007. Na książce wydruk. błędny ISBN 978-83-87689-96-3, ISBN 978-83-87689-96-4.
- Logika wystarczy, 2008. ISBN 978-83-60748-05-3.
- Walka o fabrykę gwoździ, 2009. ISBN 978-83-60748-10-7.
- Najnowszy testament, 2011. ISBN 978-83-60748-21-3.
- Herrenvolk po żydowsku, 2012. ISBN 978-83-60748-25-1.
- Polska droga do zniewolenia, 2013, ISBN 978-83-61935-60-5.
- Teoria spiskowa, 2015. ISBN 978-83-60748-68-8.
- Ścieżką obok drogi (2 części) 2016. ISBN 978-83-60748-83-1 (Cz. 1), Cz. 2 ISBN 978-83-60748-84-8 (Cz. 2)
- Gierkizm, czyli Dobra zmiana, 2016. ISBN 978-83-61935-03-2.
- Ameryka i egzotyka, 2016. Różne ISBN na s. red. i okł.: ISBN 978-83-61935-11-7, ISBN 978-83-61935-31-5.
- Myśli i uwagi, 2017. ISBN 978-83-948055-1-7
- Niemcy, Żydzi i folksdojcze, 2018. ISBN 978-83-64037-43-6.
- Naziści i szabesgoje, 2018. ISBN 978-83-61935-75-9
- Małe kroki ku wielkiej Polsce, 2018. ISBN 978-83-95258-01-5
- Rzeczpospolita Judaszy, czyli slalom między volkslistami, 2019. ISBN 978-83-64037-42-9
- Zdrada nr 447, 2019. ISBN 978-83-61935-91-9
- Zaraza plus, 2020. ISBN 978-83-956673-3-6
- "Antysemityzm? - piękna idea!", 2020. ISBN 978-83-957610-4-1
- Judaszyzm, czyli frymarczenie suwerennością, 2021. ISBN 978-83-66490-51-2
- Protokoły mędrców Kowida, 2021. ISBN 978-83-956673-6-7

### Wywiady
- Tomasz Sommer: Michalkiewicz: Nie bójcie się prawdy!. Brak numerów stron w książce, 2009, ISBN 978-83-7673-008-0. Wyd. drugie 2011, ISBN 978-83-7673-008-0.
- Tomasz Sommer: Michalkiewicz: wariant rozbiorowy. 12 rozmów o tym jak Polska traci niepodległość. Brak numerów stron w książce, 2011, ISBN 978-83-61935-20-9.
- Tomasz Sommer: Michalkiewicz: antypolonizm. Osiem rozmów o nienawiści do Polski. Brak numerów stron w książce, 2014, ISBN 978-83-61935-33-9
- Przemysław Holocher: 250 pytań do Stanisława Michalkiewicza. Brak numerów stron w książce, 2019, ISBN 978-83-952580-4-6.
- Jarosław Kornaś: Zmora: Sekrety najnowszej historii Polski. Brak numerów stron w książce, 2020, ISBN 978-83-66490-37-6.
- Marek Skalski: Porcja jadu. Zatrute korzenie Unii Europejskiej, 2024, ISBN 9788367135191

Biografia
- Tomasz Cukiernik: Michalkiewicz. Biografia. Na ostatniej prostej, 2021, ISBN 978-83-958324-1-3.

## Życie prywatne
Żonaty, ma troje dzieci. Jego najstarszy syn, Mateusz Michalkiewicz (ur. 1972), w grudniu 2018 publicznie przeprosił za słowa ojca wypowiedziane pod adresem kobiety będącej ofiarą księdza-pedofila.